# Vrba (Jagodina)
Pour les articles homonymes, voir Vrba.
Vrba (en serbe cyrillique : Врба) est un village de Serbie situé sur le territoire de la ville de Jagodina, district de Pomoravlje. Au recensement de 2011, il comptait 204 habitants.
Vrba est également connue sous le nom de Gornja Vrba.

## Démographie
| 1948 | 1953 | 1961 | 1971 | 1981 | 1991 | 2002 | 2011 |
| ---- | ---- | ---- | ---- | ---- | ---- | ---- | ---- |
| 480  | 495  | 489  | 427  | 375  | 293  | 264  | 204  |

|  |